# 貝斯普林斯 (密西西比州)
貝斯普林斯（英語：Bay Springs）是一個位於美國密西西比州傑斯帕縣的城市。根據2010年美國人口普查，該地共人口1,738人，而該地的面積約為38.87平方千米。同時該地也是傑斯帕縣的縣治。

## 地理
貝斯普林斯的座標為31°58′36″N 89°16′46″W / 31.97667°N 89.27944°W，而該地的平均海拔高度為129米（即423英尺）。